# Malacorhinus foveipennis
Malacorhinus foveipennis là một loài bọ cánh cứng trong họ Chrysomelidae. Loài này được Jacoby miêu tả khoa học năm 1879.